# Єлше (Мирна Печ)
Єлше (словен. Jelše) — поселення в общині Мирна Печ, регіон Південно-Східна Словенія, Словенія.